# Fusion dans Dragon Ball
 (mai 2024).
 (mai 2024).
Pour les articles homonymes, voir Fusion.
La fusion (融合, Fūjon, littéralement « Fusion ») est une technique fictive créée par Akira Toriyama dans le manga Dragon Ball en 1994.

## Description
Le terme « fusion » désigne l'union de deux êtres pour n'en former qu'un seul. L'intérêt principal de cette technique est de pouvoir former un être extrêmement plus puissant que les deux personnes dont il est issu. Il existe plusieurs types de fusions.

### La danse de la fusion

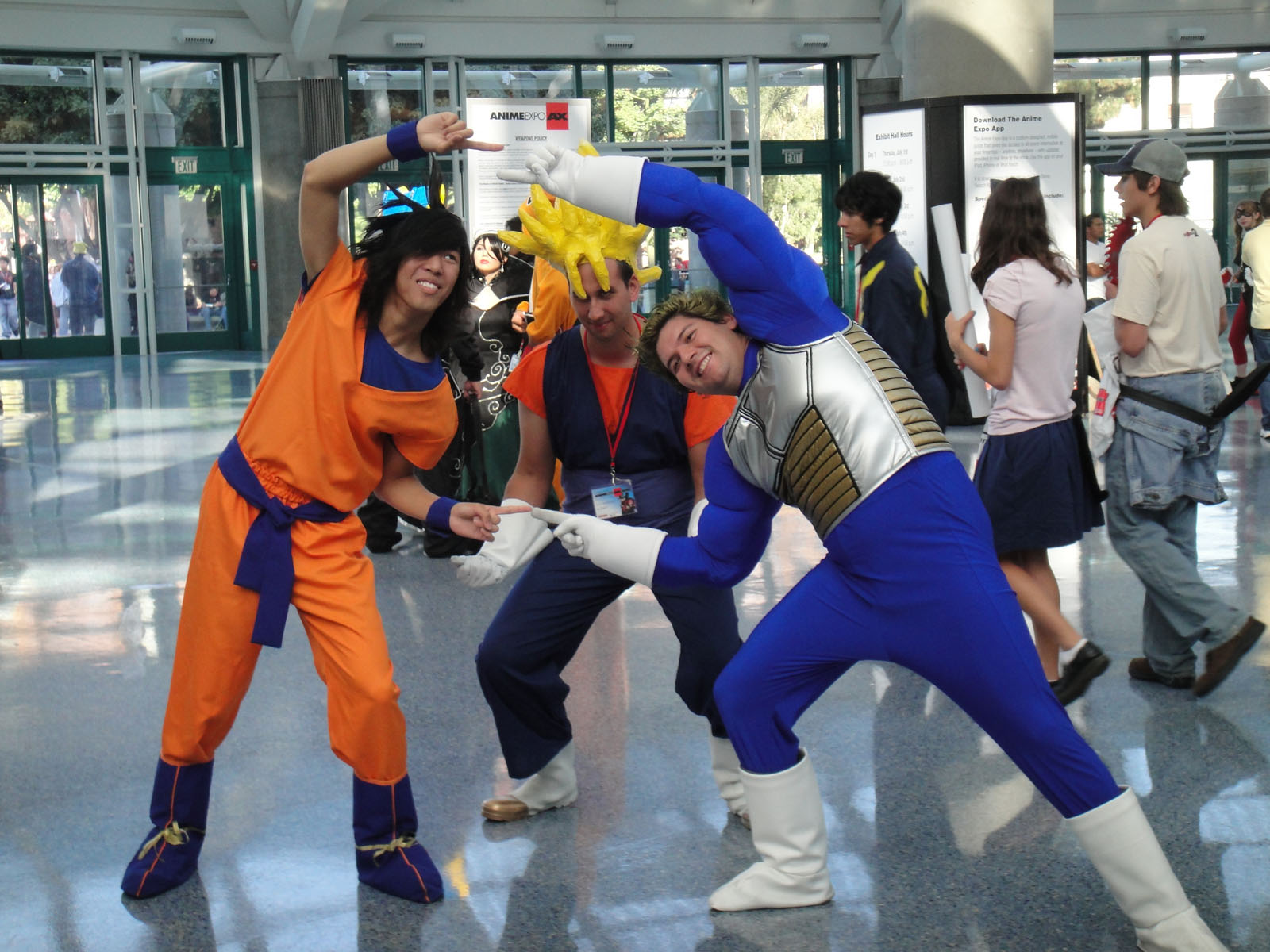
Cosplay de Son Goku et de Vegeta faisant la danse de la fusion à l'Anime Expo 2010, à Los Angeles.

La danse de la fusion se pratique manuellement : deux guerriers de même corpulence et de même force, pratiquent symétriquement une danse où la moindre erreur peut avoir de très fâcheuses conséquences. En effet, le moindre décalage de mouvements, même léger, donnera un être difforme et faible. Ce type de fusion ne dure que trente minutes (voire moins, par exemple lors de la fusion de Son Goku et Vegeta dans Dragon Ball GT, qui ne dura que quelques minutes à cause de la consommation d'énergie due au niveau 4). Ce temps écoulé, les deux corps se séparent automatiquement et un délai de 60 minutes est obligatoire avant de retenter l'expérience.
Alors qu'il est souvent dit que la danse de la fusion produit un résultat moins puissant que la fusion via les potalas, il ne faut pas oublier que Son Goku précise que la danse permet d'obtenir un résultat plus puissant que le simple calcul des puissances des deux participants à la fusion.
Les habitants de la planète Métamol sont des spécialistes de cette technique. Ce sont eux qui l'apprennent à Son Goku.
La danse de la fusion sera utilisée deux fois dans Dragon Ball Z :
- Son Goten et Trunks deviendront Gotenks, auront une puissance comparable à Son Goku et tiendront tête momentanément à Boo.
- Son Goku et Vegeta deviendront Gogéta dans le film Fusions les opposant à Janemba.

Dans le film "Dragon Ball Super: Broly", Goku et Vegeta deviendront Gogeta Super Saiyan Blue.
Dans Dragon Ball GT, Goku et Vegeta fusionnent à nouveau et seront transformés en Gogeta Super Saiyan 4.

### Les potalas

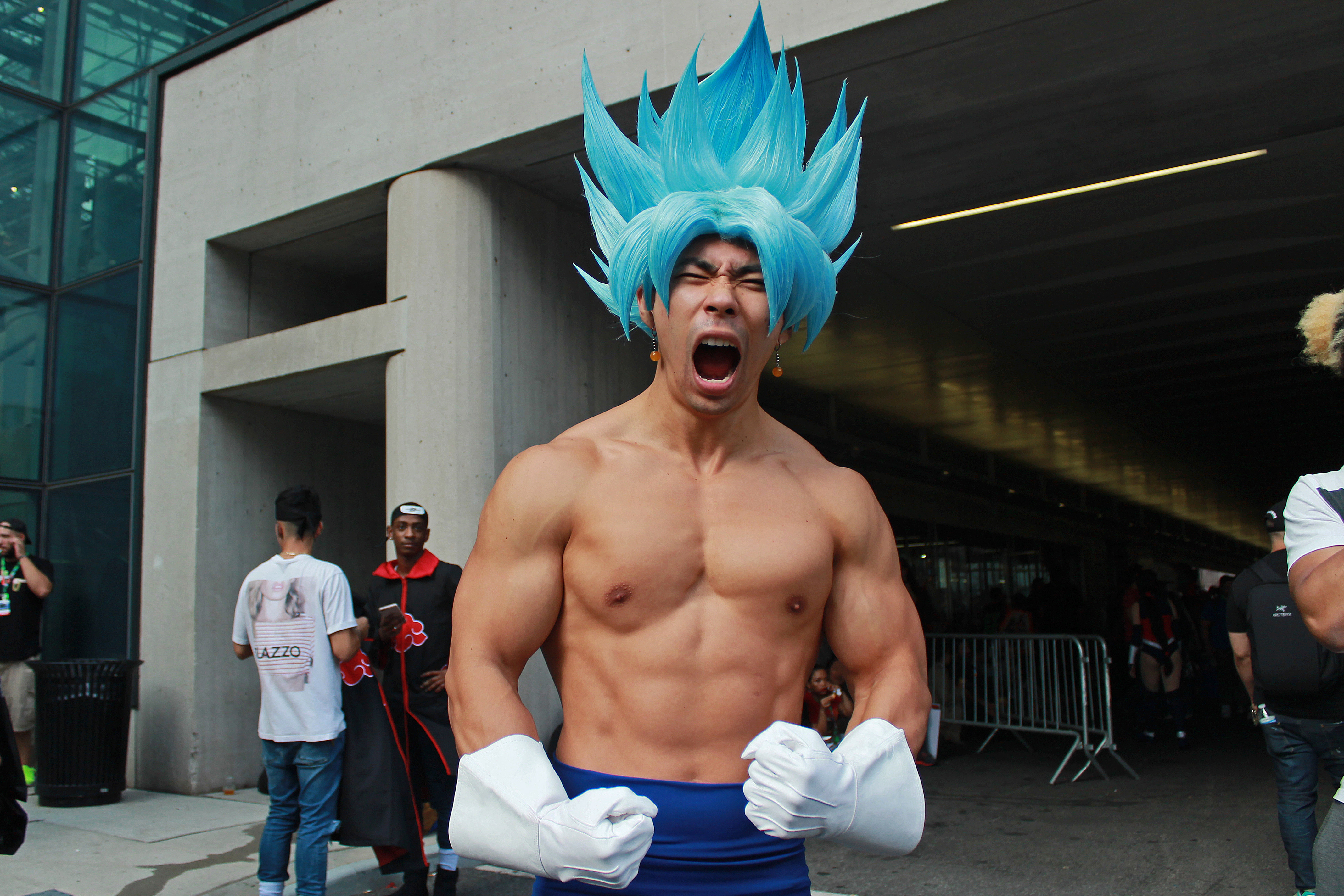
Cosplay de Super Saiyan Bleu portant des potalas, à la New York Comic Con 2017.

La fusion par les potalas est bien plus simple à réaliser que la précédente.Elle peut s'effectuer lorsque deux personnes disposent d'une paire de ces boucles d'oreille magiques. Il suffit alors à l'une d'accrocher une potara à son oreille gauche et à l'autre de faire de même mais à son oreille droite. Immédiatement, les deux boucles se rapprochent automatiquement, obligeant leurs acquéreurs à ne former plus qu'un.
Contrairement à la première, cette fusion est irréversible d'après les dires du vieux Kaio Shin dans Dragon Ball Z. Dans Dragon Ball Super, Gowasu rectifie en disant que cette fusion ne dure qu'une heure pour les non-Kaio Shin, ce qui explique pourquoi Vegetto s'est dissocié dans le corps de Boo.
Dans Dragon Ball Super, il est révélé que les Dragon Balls de Namek ont le pouvoir d'annuler cette fusion.
Il y a cinq fusions de ce type, trois décrites dans l'arc avec Boo dans Dragon Ball Z et deux dans Dragon Ball Super :
- le Vieux Kaio Shin raconte comment il a découvert le pouvoir des potaras : une vieille sorcière l'amena à fusionner avec elle.
- Kaio Shin et Kibito fusionnèrent également avant d'apprendre que la fusion est permanente. la fusion s'annulera grâce aux Dragon Balls de Namek.
- Son Goku et Vegeta fusionnèrent pour affronter Boo qui venait d'absorber Son Gohan, Piccolo et Gotenks accumulant une immense énergie. Le résultat, Vegetto, disposant de ressources incalculables, le maîtrisa sans difficulté avant que Boo ne l'absorbe profitant de son arrogance. Il s'agissait en fait d'un plan de Vegetto pour aller récupérer ses amis « prisonniers » dans le corps de Boo. Une heure étant passée, Son Goku et Vegeta sont redevenus comme avant. Plus tard, il est possible d'apprendre que la fusion par les potaras a une durée limite d'une heure pour toute personne n'étant pas un Kaio Shin. Dans Dragon Ball Super, ils fusionnent à nouveau afin de contrer la fusion de Black Goku et de Zamasu.
- Black Goku et Zamasu fusionnent lors de l'arc Trunks du futur dans Dragon Ball Super. Cette fusion hérite de l'immortalité de Zamasu et des propriétés des Saiyans grâce à Black Goku mais elle semble définitive.
- Caulifa et Kale fusionnent pour former Kefla.

### La fusion naturelle
La fusion naturelle (合体, Gattai, littéralement « Fusion ») consiste à pouvoir ne faire qu'un sans l'aide d'objets magiques, d'organes spécifiques ou de mouvements particuliers. La fusion naturelle est innée chez les deux guerriers extraterrestre Abo et Cado qui peuvent former Abo Cado.
Elle est aussi appelée "Unification".

### L'assimilation
L’assimilation (融合, Yūgō, littéralement « Assimilation ») est une technique Namek. Un Namek peut se dédoubler et créer plusieurs clones de lui-même avec qui il peut s'entraîner, puis les rassembler pour reformer l'être unique qu'il était.
Mais cette technique connait une variante. Un Namek « receveur » peut fusionner avec un autre Namek « donneur » en apposant sa main sur son torse mais seul le receveur garde le contrôle et conserve son apparence, absorbant uniquement la force et la personnalité du donneur. Il peut ainsi fusionner autant de fois qu'il le désire. Moins connue, cette fusion est pourtant la première à apparaître dans l'univers de Dragon Ball. Piccolo fusionnera ainsi successivement avec Nail dans la saga Freezer puis avec le Tout-Puissant dans la saga Cell.

### L'absorption
L’absorption (吸収, Kyūshū, littéralement « Absorption ») est un peu différente de la fusion car l'absorbeur prend la puissance de l'absorbé contrairement à la fusion qui est plus un partage de la puissance. Utilisé par Cell, C-13 et Boo, le premier utilise sa queue, un peu comme un scorpion, pour absorber sa victime tandis que le troisième utilise sa propre chair pour envelopper sa proie et l'intégrer à son corps.
- Cell absorbe un grand nombre d'humain pour augmenter sa puissance lorsqu'il est dans sa première forme. Il absorbe ensuite C-17, ce qui lui permet de prendre sa seconde forme. Son évolution se termine un peu plus tard lorsqu'il absorbe C-18, devenant le redoutable Perfect Cell.
- C-13 absorbe les batteries et les composés électroniques des deux autres cyborgs C-14 et C-15 pour se transformer en « Super C-13 ».
- Boo, quant à lui, ne fonctionne pas pour répondre à une quelconque programmation contrairement à Cell. Il ne fait que s'adapter aux conditions qu'il rencontre dans le seul but d'augmenter sa puissance. Lorsque Son Gohan revient de son entrainement chez Kaio Shin et le surpasse sans aucune difficulté au combat, Boo absorbe Gotenks et Piccolo, récupérant ainsi l'exceptionnelle puissance de Gotenks et la ruse de Piccolo (ainsi que sa puissance, plus modérée). Il est même capable d'absorber des êtres plus puissants que lui, en effet au retour de Goku, venu pour fusionner avec Son Gohan, il absorbe ce dernier développant une impressionnante puissance de combat. Un peu plus tard, Vegeto, la fusion entre Goku et Vegeta, entre dans le corps de Boo et libère les êtres absorbés prisonniers, rendant à Boo sa forme primaire, moins puissante mais bestiale.